# Сім'я Валенбергів
Сім'я Валенберг є видатною шведською сім'єю, відомою як банкіри, промисловці, політики, бюрократи та дипломати, представленою в більшості великих шведських промислових груп, таких як Ericsson, Electrolux, ABB, SAS Group, SKF, AIK, Atlas Copco, Saab AB та інші. У 1970-х роках бізнеси сім'ї Валенберг забезпечували 40% промислової робочої сили Швеції та становили 40% загальної вартості стокгольмської фондової біржі.
Найвідомішим представником сім'ї Валенберг є Рауль Валленберг, дипломата, який працював у Будапешт, Угорщина, під час Другої світової війни для порятунку євреїв від Голокост. З липня по грудень 1944 року він видавав захисні паспорти та розміщував євреїв, рятуючи десятки тисяч єврейських життів. Їхня провідна компанія, Investor AB, має ринкову капіталізацію близько 60 мільярдів доларів. Сім'я також активно займається філантропією через фонди Валенберг, особливо Фонд Кнута та Аліс Валенберг.

## Історія

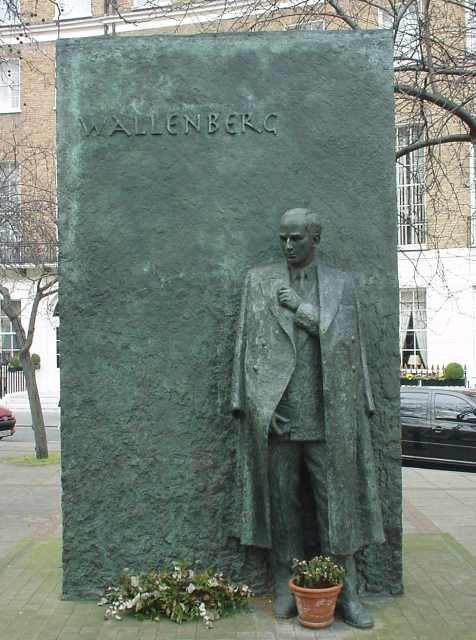
Пам'ятник Раулю Валенбергу, Грейт Камберленд Плейс, Лондон

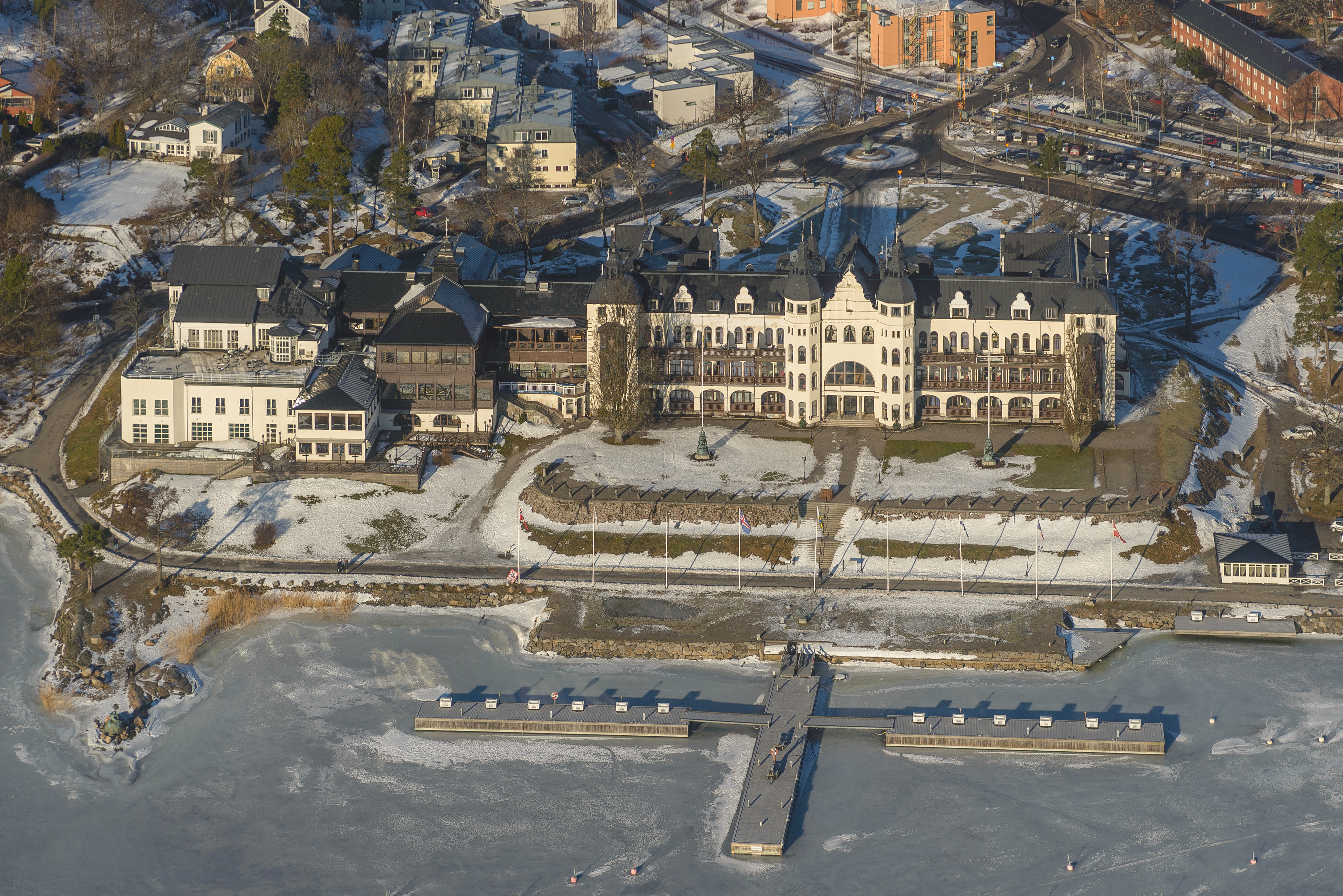
Гранд-готель Сальтсйобаден; побудований у 1890-х роках сім'єю Валенберг

Найдавніший відомий представник сім'ї Валенберг — Пер Ганссон (1670–1741), який у 1692 році одружився з Керстін Якобсдоттер Шютт (1671–1752). Їхній син, Якоб Перссон Вальберг (1699–1758), одружився двічі. Діти з його першого шлюбу називали себе Вальберг, а діти з другого шлюбу — Валенберг. Якоб Перссон Вальберг був прадідом Андре Оскар Валенберг, який у 1856 році заснував Stockholms Enskilda Bank, попередника сьогоднішнього Skandinaviska Enskilda Banken.
Син Андре Оскара Валенберга Кнут Агатон Валенберг став генеральним директором Stockholms Enskilda Bank у 1886 році. Як і багато інших родичів Валенберг, Кнут Агатон Валенберг також був залучений у шведську політику і дипломатія, ставши міністром закордонних справ у 1914–1917 роках та членом Ріксдагу першої палати (Парламент Швеції) у 1907–1919 роках. У 1916 році нове законодавство ускладнило банкам можливість володіти акціями промислових компаній на довгостроковій основі. Investor був утворений як інвестиційна частина Stockholms Enskilda Bank.
Молодший брат Кнута Агатона Валенберга Маркус Валенберг (старший) продовжив традицію і став генеральним директором банку в 1911 році, замінивши старшого брата, який був призначений Stockholms Enskilda Bank головою правління.
Якоб Валенберг, старший син Маркуса Валенберга (старшого), став генеральним директором банку після смерті Джозефа Нахмансона в 1927 році, його молодший брат Маркус Валенберг (молодший) приєднався до нього як заступник генерального директора банку. У 1938 році помер Кнут Агатон Валенберг. У нього не було дітей. Маркус Валенберг (старший) був призначений Stockholms Enskilda Bank головою правління.
Під час війни банк співпрацював з німецьким урядом. Секретар скарбниці США, Генрі Моргентау-молодший, вважав Якоба Валенберга різко проросійським, і США наклали блокаду на банк, яка була знята лише в 1947 році.
Четверте покоління Валенбергів приєдналося до сімейний бізнес у 1953 році, включаючи спадкоємця Марка Валенберга, старшого сина Маркуса Валенберга (молодшого), який став заступником генерального директора Stockholms Enskilda Bank у 1953 році, а в 1958 році очолив банк. Після боротьби за владу між Якобом Валенбергом і його молодшим братом Маркусом Валенбергом (молодшим), Якоб Валенберг подав у відставку з ради директорів у 1969 році.
Відставка відкрила місце в раді директорів банку для Петра Валенберга (старшого), молодшого сина Маркуса Валенберга (молодшого). Маркус Валенберг (молодший) протиснув угоду про злиття між Stockholms Enskilda Bank та конкурентом Skandinaviska Banken у 1971 році. Незабаром після цього трапилася трагедія, коли Марк Валенберг скоїв самогубство, спостерігачі припустили, що це сталося через те, що Марк Валенберг відчував себе недостатньо підготовленим для керівництва тим, що стало б Скандинавія банківським гігантом Skandinaviska Enskilda Banken. Злиття відбулося в 1972 році.
Маркус Валенберг (молодший) та молодший син Петро Валенберг (старший) зосередили свої інтереси на інвестиційних компаніях сім'ї, Investor та Providentia. Investor став новим флагманським бізнесом сім'ї, і під керівництвом Маркуса Валенберга (молодшого) почав активно сприяти реструктуризація більшості промислових компаній під своїм контролем, замінюючи членів правління і просуваючи молодших генеральних директорів та інших керівників.
Петро Валенберг (старший) зайняв керівну посаду після смерті Маркуса Валенберга (молодшого) у 1982 році. Для багатьох зовнішніх спостерігачів зміна в керівництві означала завершення більше ніж столітнього домінування сім'ї в шведських банківських та промислових секторах. Проте Петро Валенберг (старший) прийняв виклик, керуючи Investor та промисловістю Швеції в нову еру. У 1990 році було оцінено, що сім'я непрямо контролювала третину шведського валового національного продукту. Петро Валенберг (старший) пішов з керівництва Investor у 1997 році.
У 2006 році п’яте покоління взяло під контроль сферу впливу Валенбергів. Маркус Валенберг, син Марка Валенберга, Якоб Валенберг і Петро Валенберг (молодший), обидва сини Петра Валенберга (старшого).

## Сучасний бізнес
Валенберги мають дуже стриманий публічний профіль, уникати помпезний проявів багатства. Сімейний девіз — "Esse, non Videri" (латина "Бути, а не бути поміченим"). Бізнес-імперія Валенбергів часто називається сферою Валенбергів, яка є великою групою компаній, де їхня інвестиційна компанія, Investor AB, або компанія з управління активами фонду, Foundation Asset Management (FAM), має контрольний пакет акцій.

## Видатні члени родини

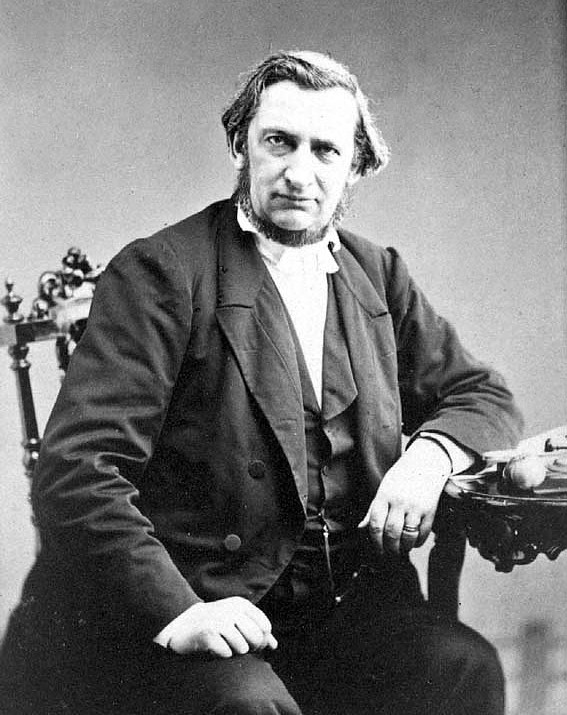
Андре Оскар Валенберг. (1816–1886)
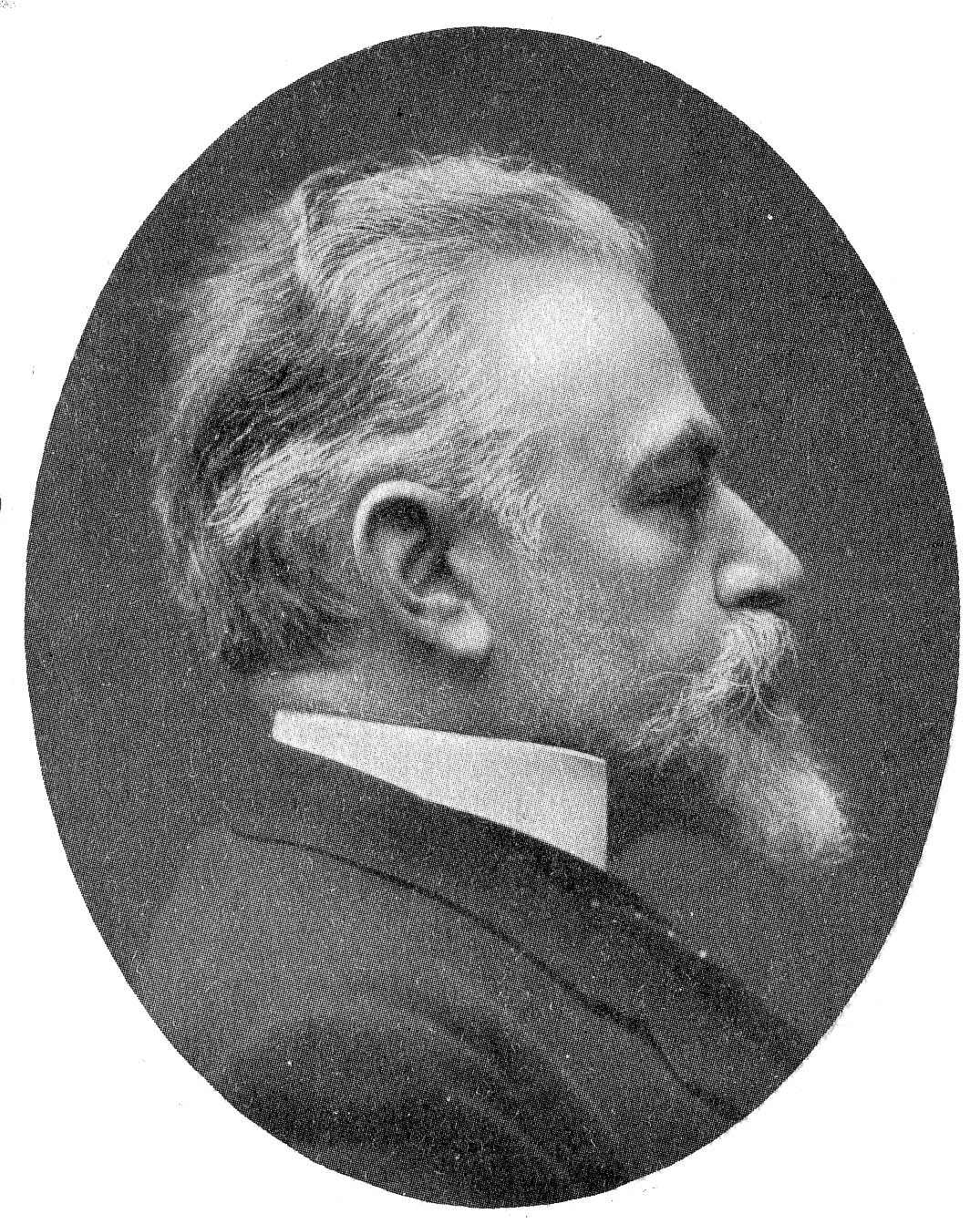
Кнут Агатон Валенберг. (1853–1938)
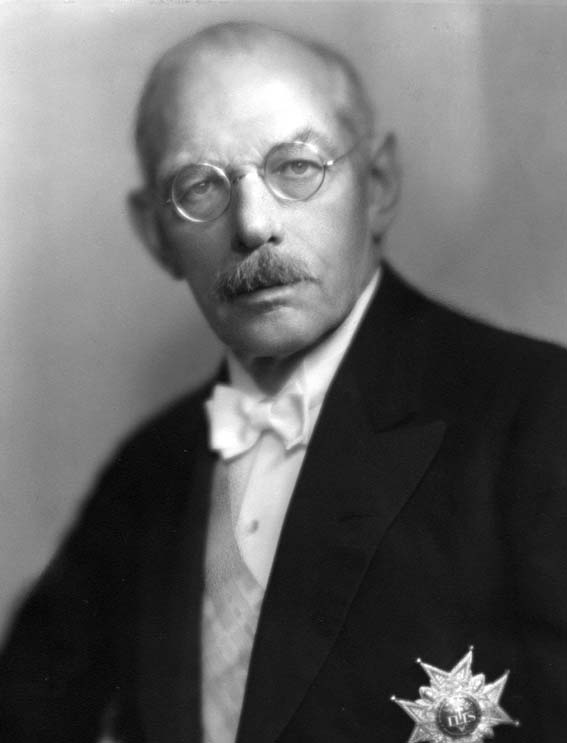
Маркус Валенберг (старший). (1864–1943) Зірка Лицаря Серафимів.
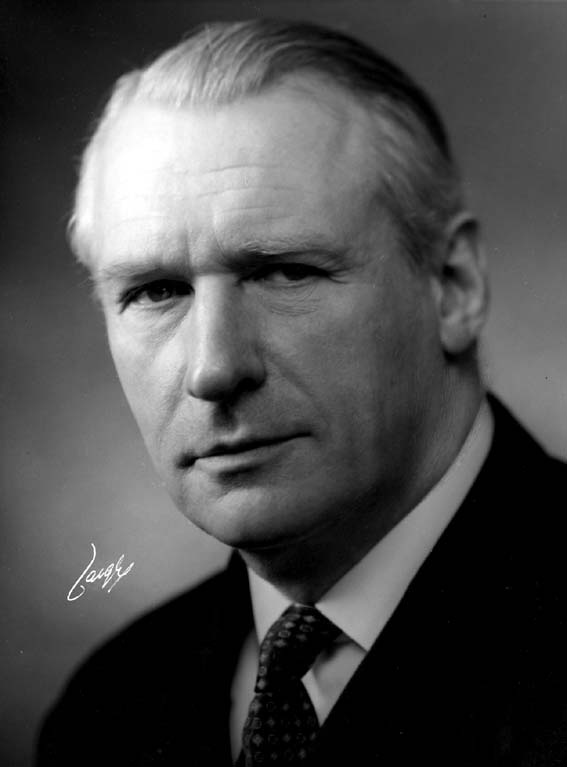
Якоб Валенберг. (1892–1980)
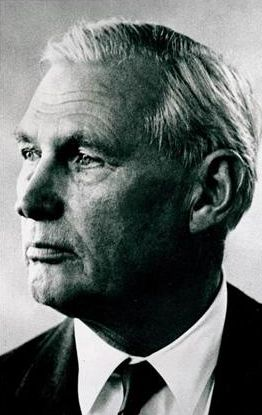
Маркус Валенберг (молодший). (1899–1982)
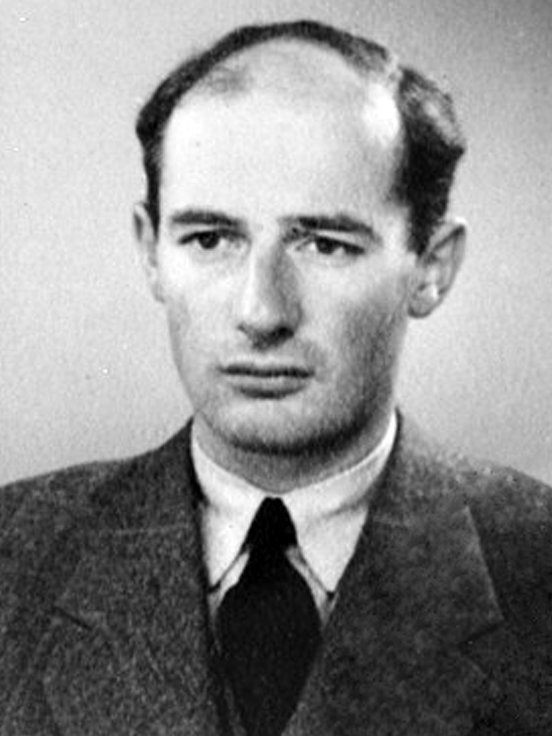
Рауль Валленберг. (1912–бл. 1947)
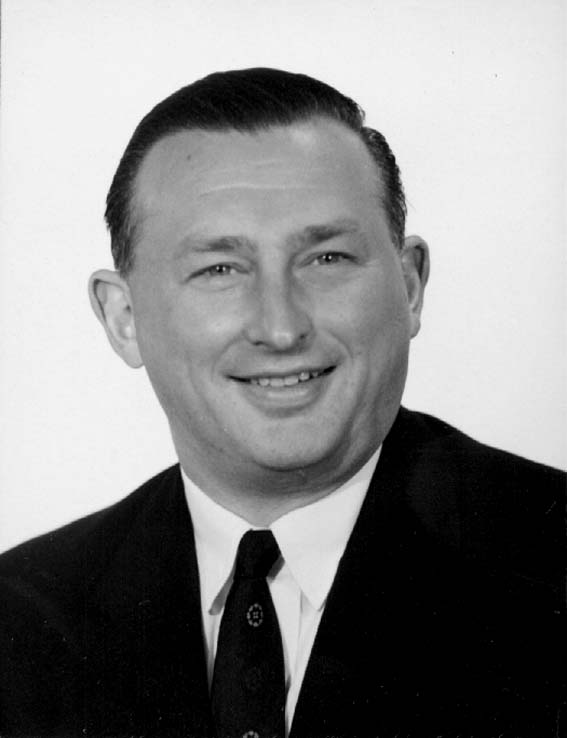
Марк Валенберг. (1924–1971)
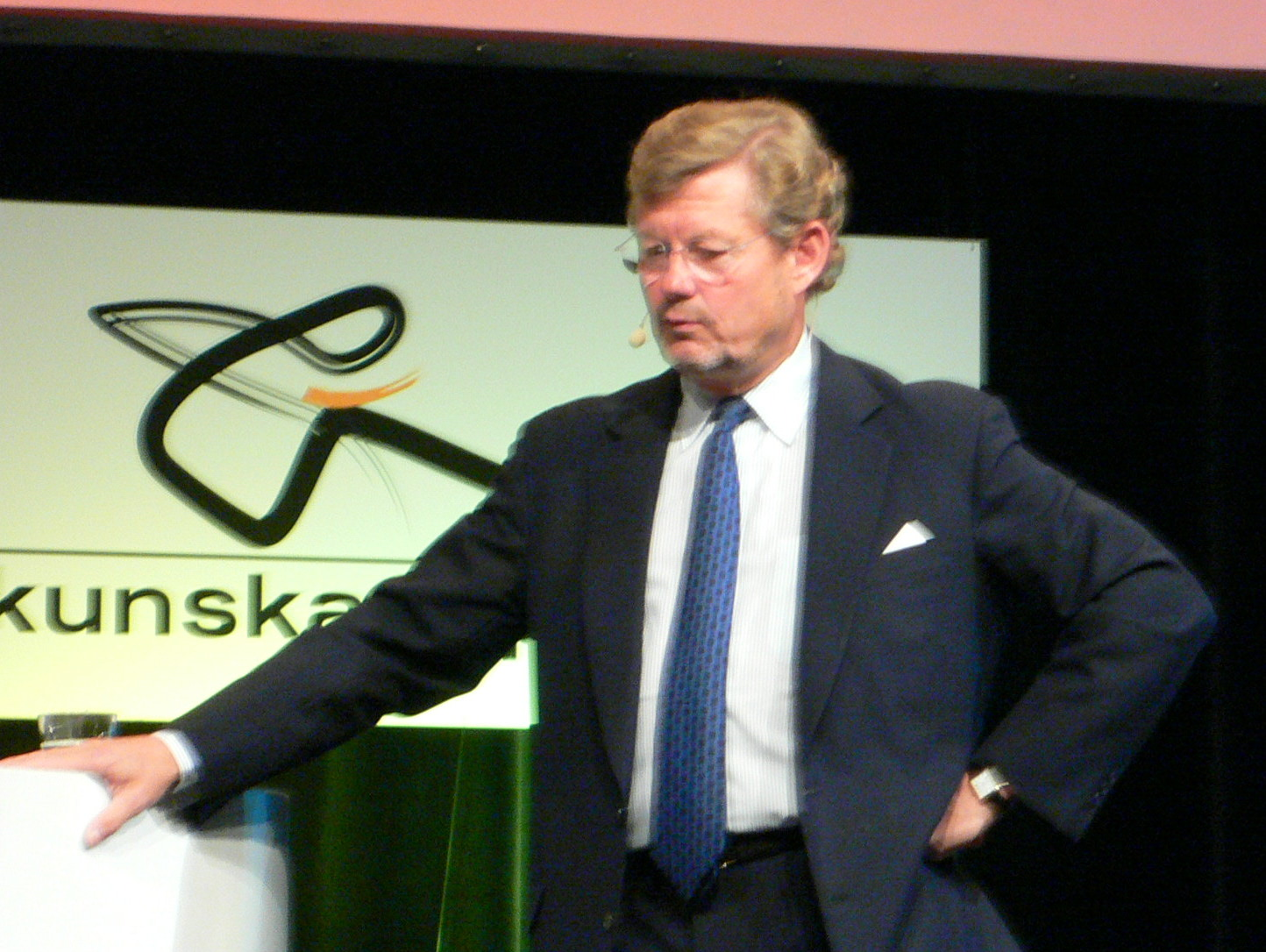
Якоб Валенберг. (1956–)